# Вигдис Финбогадоутир
Вигдис Финбогадоутир (исл. Vigdís Finnbogadóttir; 15. април 1930) бивша је исландска политичарка која је обављала функцију председника Исланда од 1980. до 1996. године. Прва је жена у свету која је изабрана за председника путем избора. Претходно се бавила уметношћу и била је директор позоришта у Рејкјавику.